# Tom DeLonge
Tom DeLonge, właśc. Thomas Matthew DeLonge Jr. (ur. 13 grudnia 1975 w Poway) – amerykański muzyk, założyciel, gitarzysta i wokalista zespołu Angels & Airwaves oraz blink-182, w przeszłości projektu pobocznego Box Car Racer.

## Życiorys

### Wczesne lata
Urodził się w Poway w Kalifornii jako syn Connie i Thomasa DeLonge Seniora. Jego ojciec był dyrektorem firmy naftowej, a matka pracowała jako broker kredytów hipotecznych. Wychowywał się z młodszym bratem Shonem i siostrą Kari.
Jego pierwszym instrumentem muzycznym była trąbka, którą otrzymał w wieku 11 lat jako prezent na Boże Narodzenie. Pomimo wczesnego zainteresowania muzyką, początkowo planował zostać strażakiem i uczestniczył w programie kadetów w San Diego. Swoją pierwszą gitarę dostał od dwóch przyjaciół z szóstej klasy jako prezent świąteczny. Został usunięty ze szkoły średniej Poway High School w pierwszym roku nauki po tym jak przyłapano go na piciu alkoholu w trakcie szkolnego meczu koszykówki. Następnie przeniósł się do Rancho Bernardo High School, gdzie zainteresował się punk rockiem. Jako swoje wczesne inspiracje podaje Descendents, Screeching Weasel, U2 i The Cure. Od wczesnych lat młodości DeLonge wierzył w życie pozaziemskie, UFO i teorie spiskowe.

### Kariera
Kiedy uczęszczał do szkoły Rancho Bernardo High School, poznał Marka Hoppusa przez jego siostrę Anne. Wcześniej spotkał Scotta Raynora w szkole Battle of the Bands i po kilku próbach z Markiem postanowili założyć zespół i zaprosić do niego Scotta. Zespół początkowo nosił nazwę Blink. Jednakże musiał zmienić swoją nazwę z powodu irlandzkiego zespołu techno, także o nazwie Blink, więc powstał Blink 182. Są różne tezy skąd wzięła się liczba 182.
W 1998 Raynora zastąpił Travis Barker. Zespół później ogłosił, że Raynor został wezwany na odwyk, ze względu na poważny problem z alkoholem. Po grze na dwóch koncertach, Barker oficjalnie dołączył Blink 182. Z Barkerem na pokładzie, Blink-182 wydał krążek Enema of the State, który odniósł sukces.
W 2001 trio wydało jeszcze lepszy i bardziej melodyjny album Take off Your Pants and Jacket, który przyniósł im popularność na całym świecie.
W 2003 Blink 182 ukazał się z zupełnie innej strony albumem zatytułowanym po prostu Blink 182. Był to zupełnie inny Blink, ale fani przyjęli tę płytę z dużym entuzjazmem.
W 2005 kapela zawiesiła działalność na czas nieokreślony. Stało się to 22 lutego, tuż przed koncertem na rzecz ofiar Tsunami. Zespół odwołał udział, a w mediach by załagodzić sytuacje Barker powiedział, że robi przerwę by poświęcić czas rodzinie. Te słowa szybko okazały się nieprawdą, gdy DeLonge przyznał, że się nie dogaduje z Hoppusem i założył własny zespół Angels & Airwaves.
W 2009 powrócił do Blink 182. W grudniu 2014 w wywiadzie dla „The Rolling Stone” muzycy oficjalnie potwierdzili, że nie będą występować już z Tomem DeLonge, który zrezygnował ze współpracy z zespołem.

## Filmografia
Wystąpił w komedii American Pie, czyli sprawa dowCipna (1999) jako członek zespołu garażowego, a także w obu częściach filmu nakręconego przez Blink 182 The Urethra Chronicles (1999), Blinkumentary tego samego zespołu oraz obrazie Angels & Airwaves: Start the Machine (2008).

## Życie prywatne
26 maja 2001 poślubił Jennifer DeLonge, z którą ma dwójkę dzieci, córkę Avę Elizabeth (ur. 15 lipca 2002) i syna Jonasa Rocketa (ur. 16 sierpnia 2006). Rozwiódł się w 2019.